# Sant Victor de Malascorts
Sant Victor de Malascorts (en francès, Saint-Victor-Malescours) és un municipi francès situat al departament de l'Alt Loira i a la regió d'Alvèrnia-Roine-Alps. L'any 2007 tenia 742 habitants.

## Demografia

### Població
El 2007 la població de fet de Saint-Victor-Malescours era de 742 persones. Hi havia 247 famílies de les quals 56 eren unipersonals (28 homes vivint sols i 28 dones vivint soles), 60 parelles sense fills, 119 parelles amb fills i 12 famílies monoparentals amb fills.
La població ha evolucionat segons el següent gràfic:
Habitants censats

### Habitatges
El 2007 hi havia 374 habitatges, 265 eren l'habitatge principal de la família, 81 eren segones residències i 28 estaven desocupats. 326 eren cases i 45 eren apartaments. Dels 265 habitatges principals, 207 estaven ocupats pels seus propietaris, 53 estaven llogats i ocupats pels llogaters i 5 estaven cedits a títol gratuït; 2 tenien una cambra, 18 en tenien dues, 34 en tenien tres, 70 en tenien quatre i 141 en tenien cinc o més. 221 habitatges disposaven pel capbaix d'una plaça de pàrquing. A 85 habitatges hi havia un automòbil i a 161 n'hi havia dos o més.

### Piràmide de població
La piràmide de població per edats i sexe el 2009 era:
| Homes | Edats   | Dones |
| ----- | ------- | ----- |
| 0     | 95 o +  | 0     |
| 0     | 90 a 94 | 0     |
| 0     | 85 a 89 | 8     |
| 0     | 80 a 84 | 8     |
| 8     | 75 a 79 | 16    |
| 8     | 70 a 74 | 8     |
| 12    | 65 a 69 | 12    |
| 12    | 60 a 64 | 12    |
| 24    | 55 a 59 | 20    |
| 20    | 50 a 54 | 20    |
| 48    | 45 a 49 | 24    |
| 12    | 40 a 44 | 16    |
| 24    | 35 a 39 | 12    |
| 32    | 30 a 34 | 40    |
| 12    | 25 a 29 | 4     |
| 20    | 20 a 24 | 28    |
| 20    | 15 a 19 | 36    |
| 8     | 10 a 14 | 24    |
| 28    | 5 a 9   | 44    |
| 28    | 0 a 4   | 24    |

## Economia
El 2007 la població en edat de treballar era de 468 persones, 365 eren actives i 103 eren inactives. De les 365 persones actives 348 estaven ocupades (195 homes i 153 dones) i 17 estaven aturades (6 homes i 11 dones). De les 103 persones inactives 30 estaven jubilades, 38 estaven estudiant i 35 estaven classificades com a «altres inactius».

### Ingressos
El 2009 a Saint-Victor-Malescours hi havia 275 unitats fiscals que integraven 739 persones, la mediana anual d'ingressos fiscals per persona era de 17.872 €.

### Activitats econòmiques
Dels 32 establiments que hi havia el 2007, 1 era d'una empresa alimentària, 5 d'empreses de fabricació d'altres productes industrials, 7 d'empreses de construcció, 3 d'empreses de comerç i reparació d'automòbils, 2 d'empreses de transport, 3 d'empreses d'hostatgeria i restauració, 1 d'una empresa financera, 2 d'empreses immobiliàries, 4 d'empreses de serveis, 3 d'entitats de l'administració pública i 1 d'una empresa classificada com a «altres activitats de serveis».
Dels 10 establiments de servei als particulars que hi havia el 2009, 1 era un taller de reparació d'automòbils i de material agrícola, 3 paletes, 1 fusteria, 1 lampisteria, 2 electricistes i 2 restaurants.
L'únic establiment comercial que hi havia el 2009 era una fleca.
L'any 2000 a Saint-Victor-Malescours hi havia 25 explotacions agrícoles que ocupaven un total de 480 hectàrees.

## Equipaments sanitaris i escolars
El 2009 hi havia una escola elemental.

## Poblacions més properes
El següent diagrama mostra les poblacions més properes.